# Azubuike Okechukwu
Azubuike Godson Okechukwu (Katsina, 16 de abril de 1997) é um futebolista profissional nigeriano que atua como meia, atualmente defende o Yeni Malatyaspor.

## Carreira
Azubuike Okechukwu fez parte do elenco da Seleção Nigeriana de Futebol nas Olimpíadas de 2016.